# Erfahrungsmedizinisches Register
Das Erfahrungsmedizinische Register EMR, Eigenschreibweise ErfahrungsMedizinisches Register, mit Sitz in Basel, Schweiz, vergibt ein Qualitätslabel im Bereich der Komplementärmedizin, Alternativmedizin und Naturheilkunde (zusammengefasst „Erfahrungsmedizin“). In Zusammenarbeit mit Berufsverbänden, Schulen, Versicherern und anderen Institutionen hat es sich das EMR seit 1999 zur Aufgabe gemacht, die Qualitätssicherung in der Erfahrungsmedizin zu gewährleisten.
Das Label soll garantieren, dass die Therapeuten eine entsprechende Ausbildung in ihrem komplementärmedizinischen Bereich abgeschlossen haben und sich regelmässig fortbilden. Die EMR-Anerkennung dient auch den meisten Krankenkassen als Grundlage für die Aufnahme einer bestimmten Therapie in die Zusatzversicherung. Anhand einer Vielzahl von definierten Qualitätskriterien, wie zum Beispiel Ausbildung, praktische Erfahrung und kontinuierliche Fort- und Weiterbildung, überprüft das EMR erfahrungsmedizinisch tätige Therapeuten. Nur Therapeuten, die alle Qualitätskriterien erfüllen, erhalten das EMR-Qualitätslabel.
Mit über 27.000 registrierten Therapeuten ist das EMR die nach Eigenangaben mit Abstand grösste und bedeutendste Registrierstelle im komplementärmedizinischen Bereich in der Schweiz.
Das EMR betreibt auch den EMR-Guide, eine Suchplattform für komplementärmedizinische Therapeuten und Praxen in der Schweiz. Dort wird ersichtlich, wo Therapeuten zu finden sind und welche Krankenkassen die Therapiekosten übernehmen. Das EMR macht aber keine Aussage über die Wirksamkeit einer Methode.
Neben dem Qualitätslabel veröffentlicht das EMR auch Analysen und Einschätzungen zur Komplementärmedizin in der Schweiz, so zum Beispiel das KAM-Barometer.